# Mike Elliot Stambuk
Mike Elliot Stambuk (Santiago, Chile, 18 de julio de 1979) es un exjugador de baloncesto chileno. Jugó profesionalmente en la Universidad Católica, destacándose especialmente en la temporada 2005 de la DIMAYOR. También representó a su país a nivel internacional. 

## Trayectoria
Elliot Stambuk es hijo de un hombre afroamericano estadounidense y de una mujer chilena descendiente de croatas.
Ingresó a la Universidad Católica en 1995 y al año siguiente debutó con el plantel profesional en la DIMAYOR. En ese club jugaría hasta diciembre de 2009, haciendo un importante aporte al juego colectivo para la obtención del título de campeón de la DIMAYOR en 2005 y para la conquista del Libcentro de 2003 y 2004.
El Círculo de Periodistas Deportivos de Chile lo reconoció como el mejor baloncestista de su país en 2005.
Se retiró del deporte competitivo para instalarse en Nueva Zelanda.

## Selección nacional
Elliot representó a Chile en diversos niveles y competiciones.
En 2004 formó parte de la selección universitaria que terminó como subcampeona del primer Campeonato Sudamericano Universitario de Básquetbol.
Jugó también con la selección mayor en el Campeonato Sudamericano de Baloncesto de 2004 y de 2008.